# Crucifix en bois de tilleul

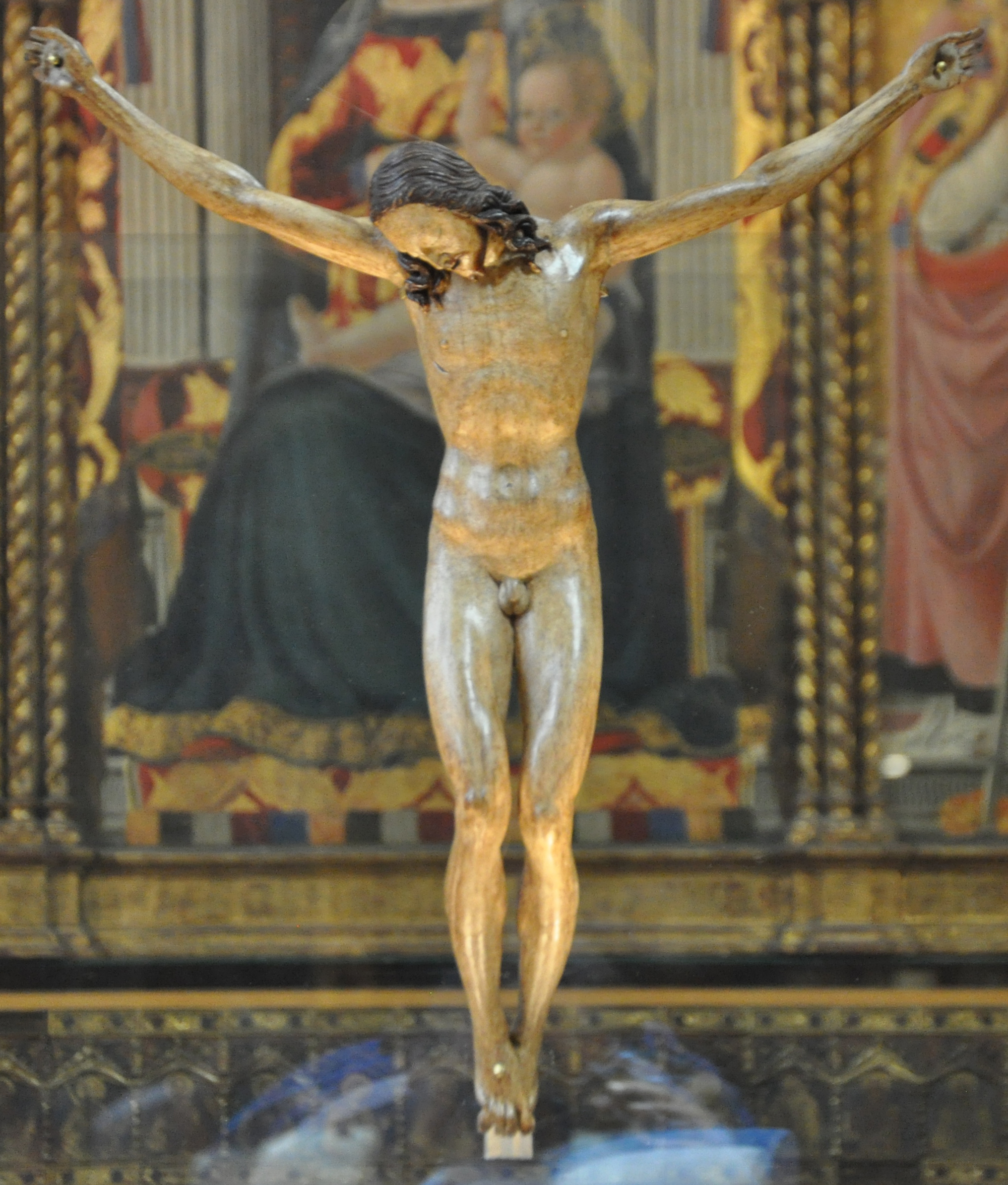
Le Crucifix en bois de tilleul

Le Crucifix en bois de tilleul est un crucifix en bois de tilleul attribué au grand peintre et sculpteur italien de la Renaissance Michel-Ange, destiné à un musée florentin (musée national du Bargello ou Bardini).

## Description
Les dimensions de ce crucifix dont la paternité est toutefois encore contestée sont de 41,3 cm par 39,7 cm et qui aurait été réalisé vers 1495.
Le crucifix présente des détails d'une extrême finesse bien visibles dans les tendons des pieds et dans l'articulation du genou qui sont propres à Michel-Ange ayant bénéficié d'études sur des corps au Santo Spirito à Florence. Ces détails précis et minutieux ne se retrouvent chez aucun maître contemporain à l'artiste.
Son expression, celle du Christus dolens, mais non tourmenté, rappelle le crucifix de Santo Spirito et propose une harmonie typique de la Renaissance. La datation de l'œuvre se situe vers 1495 - 1497.

## Histoire
L'œuvre a été découverte dans les années 1990 quand l'antiquaire Giancarlo Gallino l'a soumis à l'expertise des plus grands experts concernant Michel-Ange. D'abord exposé au Musée Horne de Florence en 2004, l'attribution à l'artiste a été faite par Giancarlo Gentilini, Antonio Paolucci, Cristina Acidini Luchinat, Arturo Carlo Quintavalle et d'autres. À l'occasion, l'œuvre a été mise sous tutelle du Ministero per i Beni e le Attività Culturali.
En décembre 2008, le gouvernement italien l'acquiert pour 3,2 millions d'euros auprès de l'antiquaire Giancarlo Gallino,. Le crucifix avait été précédemment exposé en 2004 au Musée Horne, à Florence.
Exposé à l'ambassade italienne auprès du Vatican et ensuite à la Camera dei deputati, Castello Sforzesco de Milan), sa destination finale sera un musée de Florence, mais le lieu définitif n'est pas encore connu  (Bargello ou Musée Bardini).

## Controverse
Les historiens de l'art ont attribué l'œuvre à Michel-Ange en se basant uniquement sur des critères stylistiques car la sculpture n'est pas documentée par les biographes contemporains Ascanio Condivi et Giorgio Vasari.
En décembre 2009, suspectant une fraude, une enquête a été ouverte sur l'acquisition par l'État italien du crucifix.
L'agence ANSA rapporte que « Plusieurs experts ont émis des doutes sur l'attribution de la croix à Michel-Ange : L'historienne d'art allemande Margrit Lisner pense qu'elle est probablement de Jacopo Sansovino » et  Francesco Caglioti, spécialiste en sculpture médiévale que « la qualité de l'œuvre n'a rien à voir avec Michel-Ange, mais elle est un exemple de plus de tant et tant de crucifix fabriqués en série par les artisans florentins de l'époque ».

### Autres crucifix attribués à Michel-Ange
- Crucifix de Santo Spirito
- Crucifix d'ivoire de Montserrat

## Sources
- (it) Cet article est partiellement ou en totalité issu de l’article de Wikipédia en italien intitulé « Crocifisso Gallino » (voir la liste des auteurs).